# Antonia Santilli
Antonia Santilli, née le 8 août 1949 à Spigno Saturnia dans la province de Latina (Latium), est une actrice et mannequin italienne.

## Biographie
Inscrite à la faculté de lettres modernes de l'université de Rome « La Sapienza », elle travaille comme mannequin et participe à quelques représentations théâtrales. En 1971, elle apparaît nue dans le dépliant central du magazine Playmen.
Sa beauté est immédiatement remarquée et, après avoir été la doublure d'Ornella Muti dans les scènes de nu de Meurtre par intérim et après avoir tourné quelques decameroticos, elle est en 1972 la vedette du film Mon corps avec rage de Roberto Natale, dans lequel elle incarne une jeune bourgeoise en conflit avec sa famille. En 1973, elle joue la protagoniste féminine dans le film noir Le Boss de Fernando Di Leo, avec Henry Silva. Un film dans lequel elle incarne la belle et sans scrupules fille d'un mafioso, enlevée par les ennemis de son père.
La carrière de Santilli est aussi rapide que fugace et se termine déjà en 1974, après seulement une douzaine de films dont le dernier, Les Incroyables Aventures d'Italiens en Russie, tourné en Union soviétique. Elle a dû apprendre à conduire une voiture sur place pour les besoins du film. Pendant le tournage et plus encore à la sortie en salles, elle a été très remarquée parmi le public soviétique, peu habitué aux vedettes italiennes.
Elle a ensuite épousé un homme d'affaires et vit à Rome.

## Filmographie

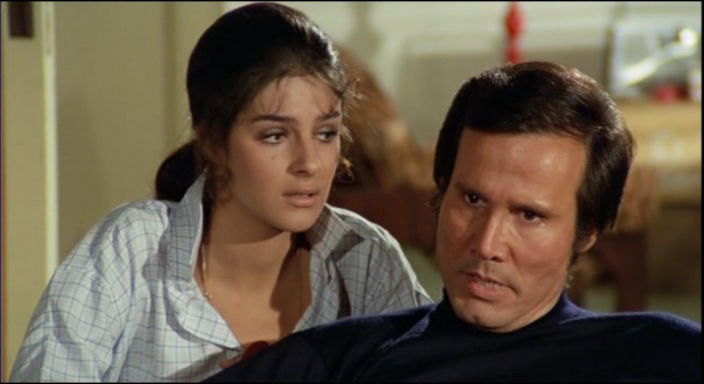
Santilli avec Henry Silva dans Le Boss en 1973.

- 1971 : Meurtre par intérim (Un posto ideale per uccidere) d'Umberto Lenzi : Doublure
- 1972 : Boccace raconte (Boccaccio) : La femme dans la baignoire
- 1972 : V'là que les nonnes dansent le tango ! (it) (Fratello homo sorella bona) de Mario Sequi : Chiarina
- 1972 : Merci, Mesdames les p... (Grazie signore p…) de Renato Savino : Eva
- 1972 : Mon corps avec rage (Il mio corpo con rabbia) de Roberto Natale  : Silvia
- 1972 : Les Nouveaux Contes immoraux (Decameroticus) de Giuliano Biagetti : Pamela
- 1973 : Le Justicier de Dieu (Il giustiziere di Dio) de Franco Lattanzi
- 1973 : Le Boss (Il boss) de Fernando Di Leo : Rina D'Aniello
- 1973 : Encore une fois avant de se quitter (Ancora una volta prima di lasciarci) de Giuliano Biagetti : Carli
- 1973 : Moi et lui (Io e lui) de Luciano Salce : Flavia Protti
- 1973 : Buona parte di Paolina (it) de Nello Rossati : Paolina Buonaparte
- 1974 : Les Incroyables Aventures d'Italiens en Russie (Невероятные приключения итальянцев в России) d'Eldar Riazanov et Francesco Prosperi : Olga